# Hôtel de Sales
L'Hôtel de Sales è un monumento storico di Annecy. Già residenza di Casa Savoia, divenne in seguito sede della Banque de Savoie.

## Storia

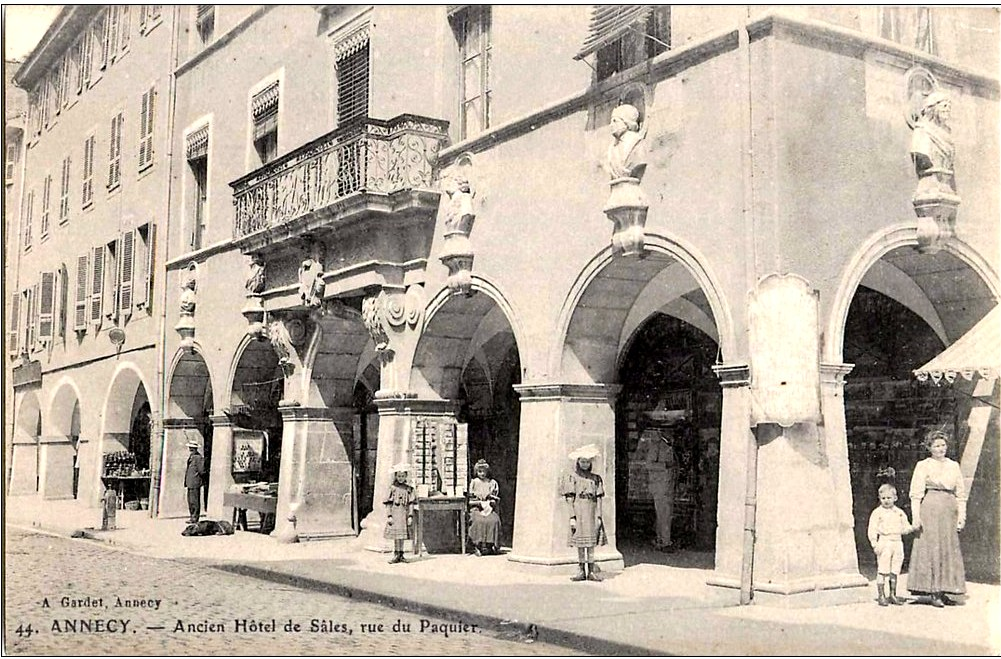
L'Hôtel de Sales nel 1905.

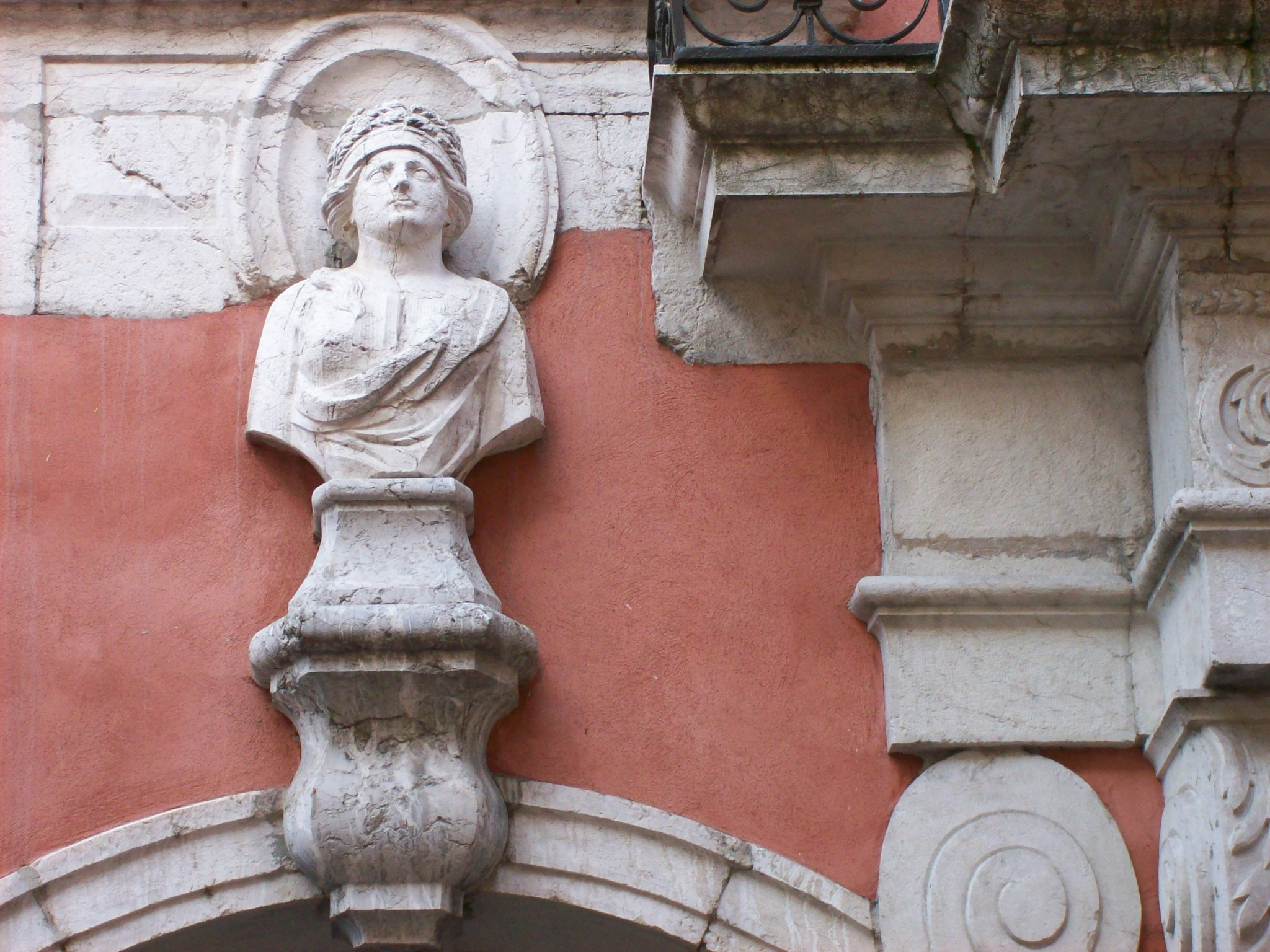
Particolare della facciata.

Unico hôtel particulier di Annecy, fu costruito nel biennio 1688 - 1690. Fu residenza di membri di Casa Savoia ma come sovente si verificò, l'Hôtel de Sales fu confiscato durante la Rivoluzione francese.
Nel XIX secolo il palazzo non venne restituito ma rimase attivo come immobile pubblico, nello specifico fu utilizzato come edificio amministrativo per il dipartimento dell'Alta Savoia e anche come tribunale penale.
Con una legge del 1851, la Banque de Savoie fu fondata come banca centrale della Savoia, con privilegio di conio ed emissione della moneta avente corso legale. In seguito al Trattato di Torino del 1860, la Savoia fu ceduta alla Francia. L'accordo garantiva a titolo definitivo la perpetuità del privilegio reale concesso da Carlo Alberto di Savoia alla Banque de Savoie per l'emissione della moneta fiduciaria ufficiale del ducato di Savoia e il suo rispetto da parte delle autorità francesi. Nel 1865 un decreto imperiale di Napoleone III decretò la cessione del privilegio d'emissione della Banque de Savoie alla Banque de France e la sua funzione di banca, dunque, terminò.
Dal 1930 è stato classificato come monumento storico francese.

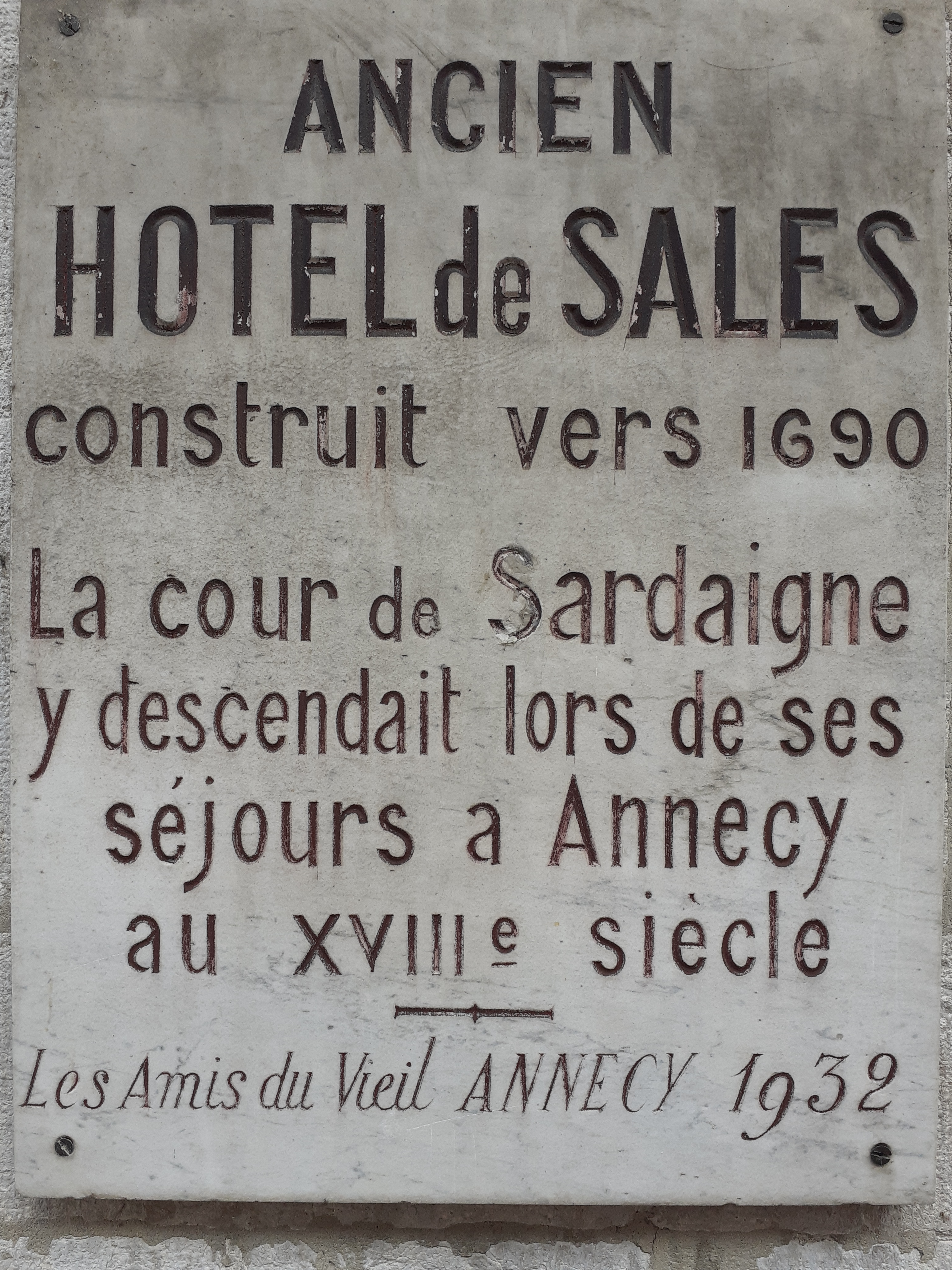
Targa marmorea posta nel 1932

## Architettura
Questo unico hôtel particulier di Annecy è costituito da 3 piani che insistono su cinque arcate a formare un porticato lungo la via. Quattro delle cinque chiavi di volta degli archi del porticato sono adornate da un busto in pietra scolpita, ogni busto rappresenta un delle quattro stagioni. Il tema allegorico delle quattro stagioni era molto diffuso alla fine del XVII secolo. La scultura raffigurante l'estate è rappresentata dalle spighe di grano, la primavera dai fiori, l'autunno dalle viti e l'inverno da una persona anziana con abiti invernali. Sopra la chiave di volta della quinta arcata, quella centrale, è posizionato un balcone.